# Saint-Julien-en-Genevois
St-Julien-en-Genevois (in italiano desueto San Giuliano di Geneva o San Giuliano nel Genevese, in arpitano Sant-Jelien) un comune francese di 11 856 abitanti situato nel dipartimento dell'Alta Savoia della regione dell'Alvernia-Rodano-Alpi, sede di sottoprefettura.

## Società

### Evoluzione demografica
Abitanti censiti